# Kreuzberg

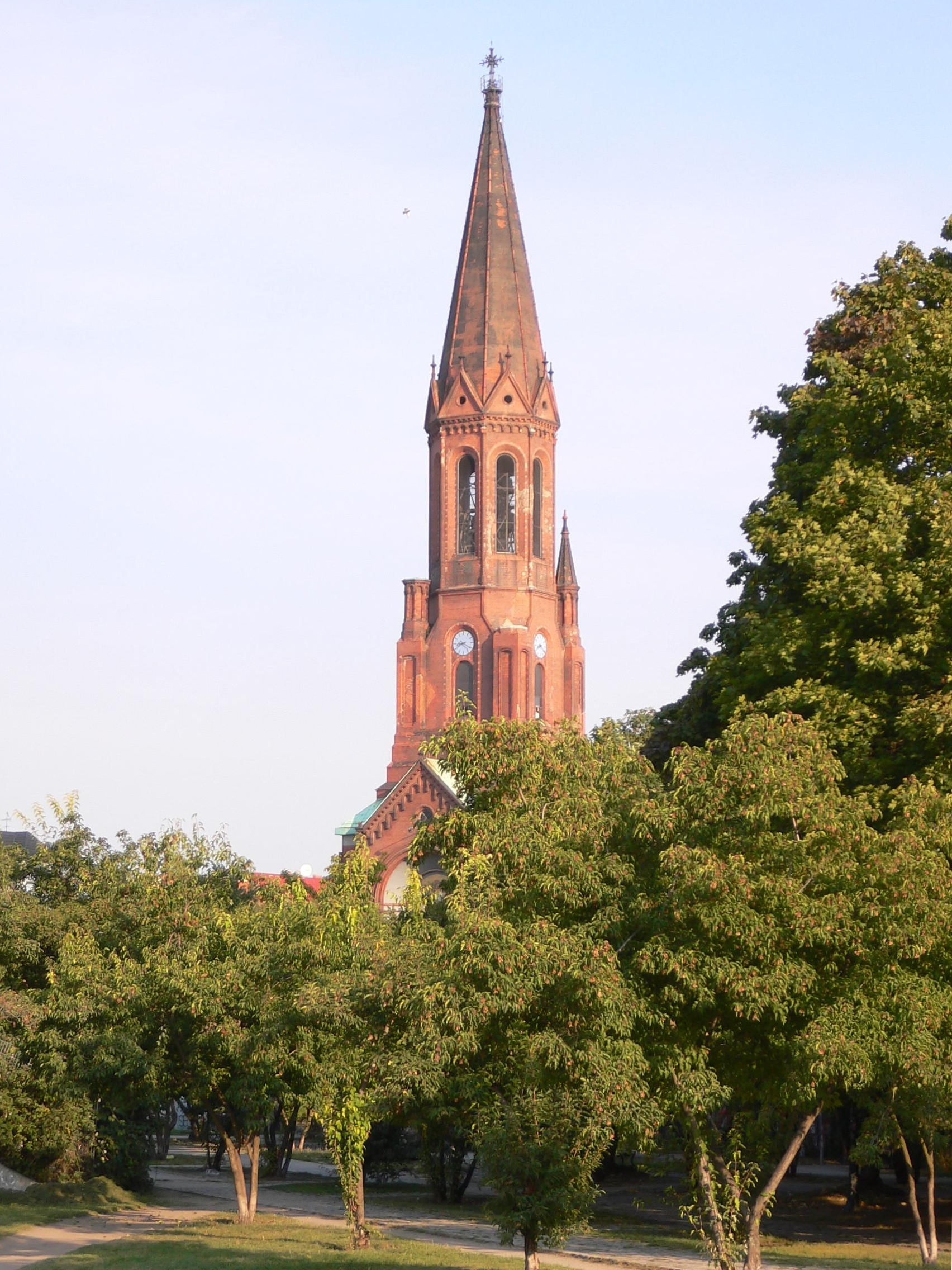
Emmaus Kirche.

Kreuzberg és un barri (Ortsteil) del districte de Friedrichshain-Kreuzberg a Berlín, la capital d'Alemanya. Fins a la seva fusió en el 2001 amb l'antic districte de Friedrichshain, Kreuzberg era un districte independent, limítrof al nord amb el districte de Mitte, al sud amb el districte de Neukölln, a l'est amb el de Friedrichshain i a l'oest amb el de Schöneberg.
El significat de Kreuzberg ve de les paraules alemanyes Kreuz (creu) i Berg (muntanya, traduïble per turó o puig), en relació amb una petita muntanya, avui el parc Viktoria, que està coronat per una creu llatina al cim. Seguint la numeració dels antics codis postals alemanys, es poden distingir dues parts en Kreuzberg : Kreuzberg 61, la major, i la menor però més coneguda SO 36. Quan existia el Mur de Berlín SO 36 estava envoltada per ell en tres dels seus quatre costats, i va aparèixer una cultura pròpia alternativa a la de Berlín Oest.

## Història
Aquest barri de Berlín, després de la Segona Guerra Mundial, va quedar sota ocupació militar dels Estats Units, i posteriorment, del costat aliat, després de la construcció del Mur de Berlín.
Caracteritzat durant molts anys per ser un barri cosmopolita i de gran acció política i sindical, avui el barri és una de les zones de la ciutat en la qual hi ha una major concentració de ciutadans estrangers, majoritàriament d'origen turc que han establert el que es coneix com a Petit Istanbul.

## Atractius
Entre les moltes celebracions que tenen lloc en aquest barri, destaca la del primer de maig, el dia del treballador, data en la qual solen produir-se grans disturbis acompanyats de barbacoes a l'aire lliure, concerts, mítings polítics i molta cervesa.
Convé destacar dos museus situats al barri: el Judisches Museum (Museu Jueu) i el Museum Am Checkpoint Charlie (museu de la història del mur de Berlín).